# Хогвартс
Школа Чародейства и волшебства Хо́гвартс (англ. Hogwarts School of Witchcraft and Wizardry) — международное учебное заведение волшебников во вселенной «Гарри Поттера». С языка волшебников название переводится как «борода́вочник», «вепрь».
По словам преподавателя истории магии Ка́тберта Би́нса, Хогвартс был основан более тысячи лет назад четырьмя выдающимися магами и волшебницами своего времени: Годриком Гриффиндором (англ. Godric Gryffindor), Салазаром Слизерином (англ. Salazar Slytherin), Кандидой Когтевран (англ. Rowena Ravenclaw) и Пенелопой Пуффендуй (англ. Helga Hufflepuff). В честь них названы факультеты школы. Целью основателей было обучение и воспитание детей с магическим потенциалом. Этих детей собирали по всей стране.
Хогвартс является единственной школой магии в Великобритании. Обучение начинается в 11 лет и длится 7 лет. В конце каждого года сдаются экзамены, но особенно важны для будущего учеников экзамены в конце 5-го и 7-го года обучения (в конце 5-го курса сдаётся экзамен СОВ, а в конце 7-го — ЖАБА). Количество учеников Хогвартса точно не известно, но скорее всего, туда принимаются абсолютно все дети-волшебники из Великобритании.
Управляют школой директор и заместитель директора. К моменту начала действия директором школы является Альбус Дамблдор, его заместителем — Минерва Макгонагалл. Директор отчитывается перед Советом попечителей, состоящим из 12 человек.
Обучение в школе бесплатное, но книги и школьный инвентарь учащиеся обычно покупают сами. Однако есть специальный фонд для покупки учебников и школьного инвентаря малоимущим ученикам.

## Местонахождение школы и общие сведения
Джоан Роулинг охарактеризовала как огромный очень красивый замок .в горной местности 
Во второй книге рассказывается, что Гарри с Роном во время полёта в Хогвартс на заколдованной машине мистера Уизли двигались строго на север, а значит, Хогвартс расположен к северу от Лондона. Согласно другому интервью, Хогвартс находится где-то в Шотландии.
Замок окружён горами. Многочисленные заклинания в школе и вокруг неё делают невозможным для магла найти школу: всё, что может увидеть магл — это развалины и табличка «Keep out» («Опасно»). На территории школы, кроме замка, есть горное озеро, большой лес, называемый Запретным из-за живущих там опасных существ (в частности, гигантских пауков (Акромантулов) и кентавров), оранжереи, совятник, избушка лесничего и поле для игры в Квиддич. В замке находятся 142 лестницы, он увешан картинами, персонажи которых ходят друг к другу в гости. Некоторые двери в замке открываются, только если их коснуться в определённом месте, другие — если их вежливо попросить, третьи двери фальшивые, а за ними — стена.
Трансгрессия в Хогвартс и из Хогвартса невозможна, но этот запрет может быть снят на ограниченное время в ограниченном пространстве. Электронные приборы на территории Хогвартса не работают. В книге «Гарри Поттер и Кубок огня» Гермиона объясняет, что причина — в высоком уровне магии на территории школы. Однако в школе есть радио для волшебников, работающее на магии, а не на электричестве. Кроме того, профессор Слизнорт в свободное от работы время слушает у себя в кабинете старенький граммофон.
Ближайшим населённым пунктом является деревушка Хогсмид — единственная в Великобритании, где живут только волшебники. Также Хогсмид — название не только деревни, но и ближайшей к Хогвартсу железнодорожной станции, на которую прибывает поезд «Хогвартс Экспресс» (см. ниже). На карте, которую Дж. К. Роулинг нарисовала для съёмок фильмов по своим книгам, станция находится к юго-востоку от школы, а деревня Хогсмид — к северо-западу.
Девиз Хогвартса — «Draco dormiens nunquam titillandus!», что на латыни означает «Никогда не щекочи спящего дракона!». Роулинг так объяснила происхождение лозунга:

Все школы, в которых я училась или побывала, имели девизы в духе «Стремись» или «Вперёд и вверх». Мне же хотелось, чтобы девиз Хогвартса был хорошим полезным советом.
Оригинальный текст (англ.)All the schools I’ve ever been to or taught in have mottos: «Persevere», «Onwards and Upwards». I wanted good solid practical advice for Hogwarts.
У Хогвартса есть и гимн, который приводится в главе 7 («Распределяющая шляпа») книги «Гарри Поттер и философский камень» (в других книгах не упоминается).
Сведения о количестве студентов в Хогвартсе противоречивы. В одном интервью Роулинг сказала, что всего их — около 1000, в другом — что в прошлом считала, что их — около 600.
Согласно интервью Роулинг, школа является мультиконфессиональной (multifaith).
В романе упоминаются аналогичные школы в других странах — Шармбатон во Франции и Дурмстранг, местонахождение которого не указывается. В одном интервью Роулинг сказала, что «Дурмстранг находится где-то в Норвегии». В четвёртой книге Гермиона рассказывает друзьям, что школа Дурмстранг, вероятно, находится где-то на севере, потому что в список необходимых вещей входит тёплая одежда на меху. Кроме того, упоминается Институт салемских ведьм. Из текста не понятно, является ли этот институт школой магии, но Роулинг подтвердила, что это действительно так. В четвёртой книге упоминается также школа магии в Бразилии. В книге «Гарри Поттер и Орден Феникса» упоминается, что Нимфадора Тонкс окончила Мракоборческую академию.

## Поступление
Волшебное перо в Хогвартсе регистрирует рождение магов и записывает их имена на большой свиток пергамента. Каждый год свиток читается, и приглашения в Хогвартс посылаются всем британским детям, которым исполнилось или исполнится до 1 сентября текущего года 11 лет. Принимать приглашение не обязательно: некоторые родители предпочитают домашнее обучение. Приглашение должно быть принято или отвергнуто не позже 31 июля. В случае, если ребёнок растёт у маглов, кто-либо из персонала школы приезжает, чтобы поговорить с ребёнком и его родителями или опекунами и помочь ему с покупкой учебников и инвентаря (например, к Гарри Поттеру, жившему у опекунов-маглов, пришёл хогвартский лесничий Хагрид).
Вместе с письмом посылается список учебников, формы и инвентаря. В первой книге список включает 8 учебников, а также:
- Три простых рабочих мантии (чёрных).
- Одна простая остроконечная шляпа (чёрная) на каждый день.
- Одна пара защитных перчаток (из кожи дракона или аналогичного по свойствам материала).
- Один зимний плащ (чёрный, застёжки серебряные).
- 1 волшебную палочку.
- 1 котёл (оловянный, стандартный размер № 2).
- 1 комплект стеклянных или хрустальных флаконов.
- 1 телескоп.
- 1 медные весы.

Студенты могут привезти с собой сову, кошку, жабу (хотя на протяжении действия трёх первых книг Рон привозил с собой крысу Коросту, а в 6 книге «Гарри Поттер и Принц-полукровка» Джинни Уизли привезла с собой карликового пушистика Арнольда, купленного у Фреда и Джорджа в магазине «Всевозможные волшебные вредилки»). Первокурсникам запрещено брать с собой мётлы.
Всё это можно купить в Косом переулке, потайной улице, вход в которую находится на задворках бара «Дырявый Котёл» (маглы бар   не видят).
Книги и школьный инвентарь учащиеся обычно покупают сами. В шестой книге упоминается специальный фонд для покупки учебников и школьного инвентаря малоимущим ученикам.
В книгах нет сведений о том, как дети до 11 лет обучаются чтению, письму и счёту. Дети, чьи родители или опекуны — маглы, скорее всего, учатся в обычных магловских начальных школах, как это было с Гарри Поттером и, вероятно, с Гермионой Грейнджер. Детей из магических семей, возможно, учат родители или же для их обучения программе начальной школы используется какой-то вид магии.

## Дорога в Хогвартс

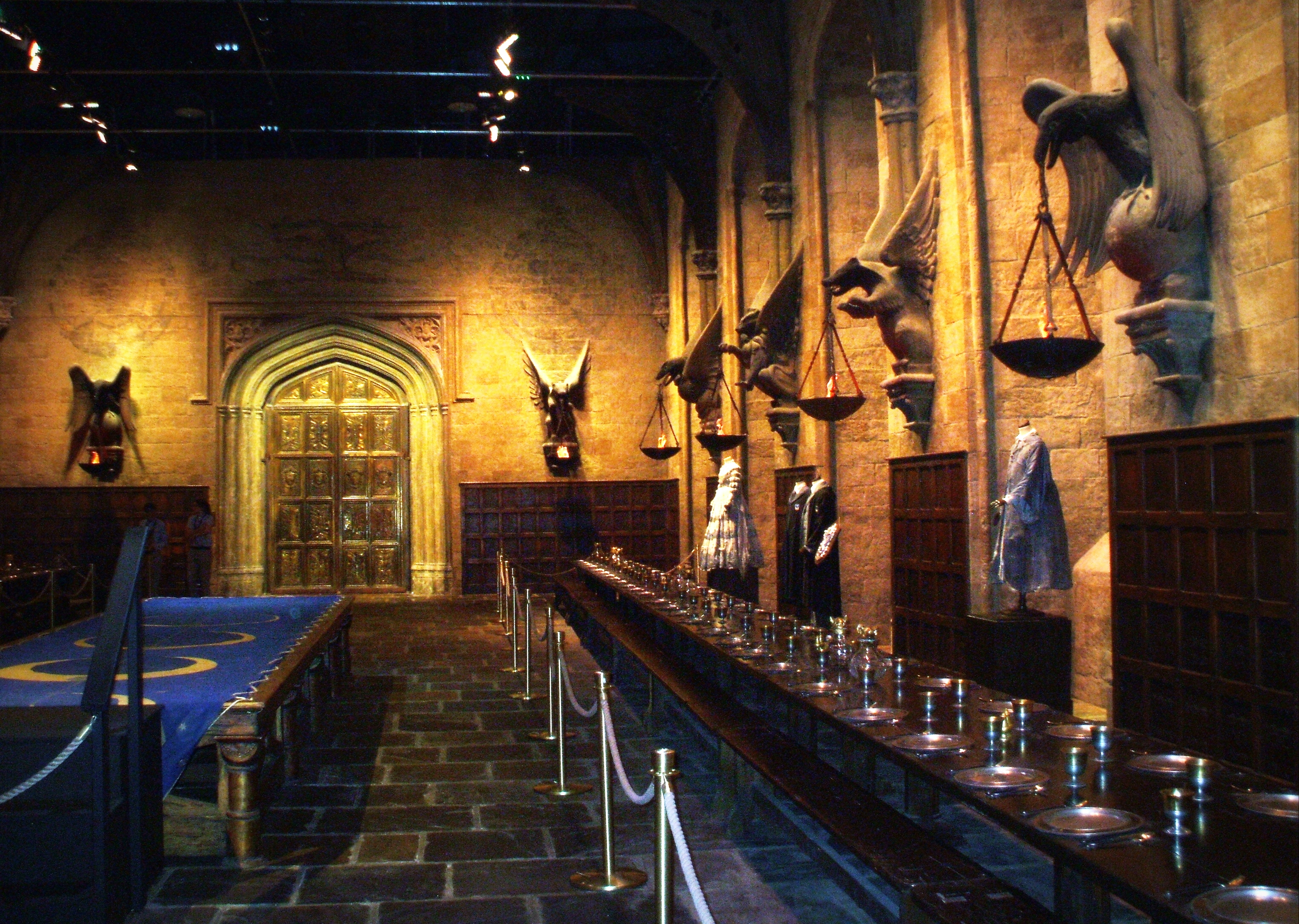
Большой Зал школы Хогвартс — декорации к фильму в павильоне Студия Warner Bros. в Ливздене кинокомпании Warner Bros. в английском Ливздене, пригороде Уотфорда

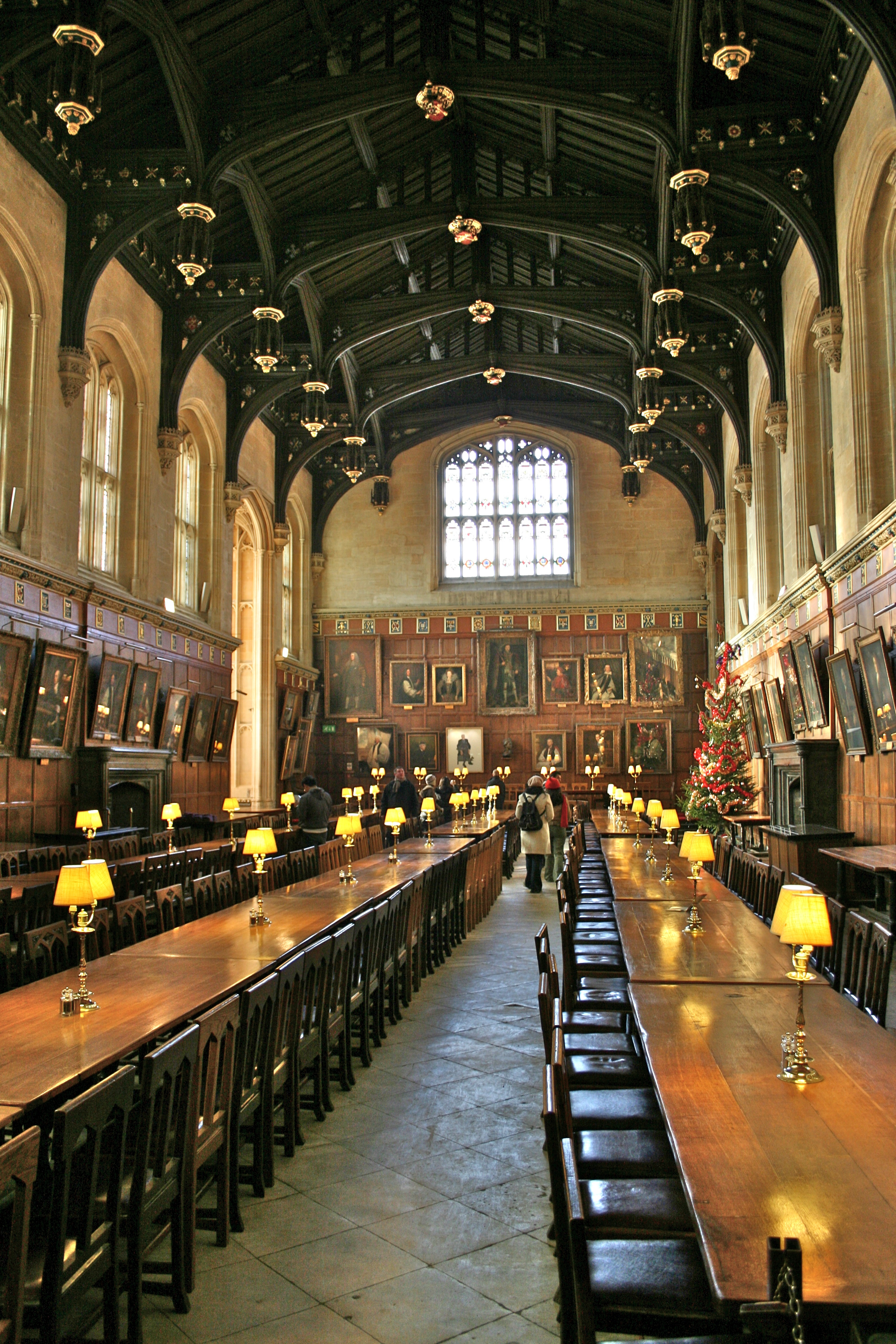
Обеденный зал оксфордского колледжа Крайст-Чёрч, в котором проходили съёмки Большого зала Хогвартса

Стандартным способом (по крайней мере для студентов) добраться в Хогвартс является поезд «Хогвартс-экспресс», 1 сентября отходящий в 11 утра от платформы 9¾ вокзала Кингс-Кросс. На платформу можно попасть, пройдя сквозь разделительный барьер между платформами 9 и 10 (при этом маглы не должны заметить, как человек исчезает в барьере). Поезд идёт весь день и вечером (предположительно, в 7 часов) прибывает в магическую деревню Хогсмид.

### Дорога к замку
Чтобы добраться от станции Хогсмид до замка, первокурсники пересекают Чёрное озеро на небольших лодках, что является своеобразной традицией (с озера открывается прекрасный вид на замок), а ученики старших курсов едут к замку в каретах, запряжённых фестралами, проезжая через ворота, знаменующие вход на прилегающую уже непосредственно к замку территорию. На территории Хогвартса растут необычайные зелёные стены, сделанные из зарослей. На колоннах, на которых держатся ворота, а также ещё в нескольких локациях, стоят статуи крылатых вепрей, так как «Хогвартс» в переводе с некоего древнего языка означает «вепрь».

### Церемония распределения и пир
Затем студенты и преподаватели собираются в Большом Зале, и начинается церемония отбора. Выносят Распределяющую Шляпу, которая поёт песню (упоминается, что Шляпа на каждой церемонии распределения поёт новую песню, тратя каждый год на сочинение новой, однако этому есть опровержение). По окончании песни первокурсники один за другим садятся на табурет перед всеми студентами и надевают Шляпу, которая распределяет каждого студента в один из четырёх факультетов в зависимости от характера и внутренних качеств ученика. Иногда Шляпа предлагает студенту два факультета на выбор. Получив распределение, первокурсник отправляется за стол своего факультета, где его встречают аплодисментами и рукопожатиями. В книгах не описано ни одного случая, когда студенту не понравился бы окончательный выбор Шляпы.
Затем начинается пир. После пира делаются текущие объявления и поётся школьный гимн. Каждый поёт как хочет, на свой мотив, после чего студенты отправляются по своим спальням. Первокурсников разводят по спальням старосты.

### Другие способы добраться до Хогвартса
- Полёт на любом магическом предмете или животном, способном летать. Так, в книге «Гарри Поттер и Тайная комната» Гарри Поттер и Рон Уизли добрались в школу на летающем Ford Anglia 105E Артура Уизли. Но при этом они нарушили несколько законов и школьных правил. В результате Гарри и Рон получили выговор и угрозу отчисления при следующем подобном нарушении. В книге «Гарри Поттер и Орден Феникса» Фред и Джордж Уизли покидают школу на мётлах, также Гарри и его сотоварищи улетают на фестралах в Министерство магии. Сириус Блэк в книге «Гарри Поттер и узник Азкабана» скрывается от дементоров на гиппогрифе Клювокрыле, очередном любимце Хагрида.
- Каминная сеть. В книгах «Гарри Поттер и Орден Феникса» и «Гарри Поттер и Кубок огня» Поттер использует камины в Хогвартсе для связи с Сириусом Блэком.
- Порталы. Так Гарри Поттер попадает в Хогвартс в книгах «Гарри Поттер и Орден Феникса» (после битвы в министерстве магии) и «Гарри Поттер и Кубок огня» (после убийства Седрика Диггори и сражения с Тёмным Лордом). Судя по тому, что обычно студенты используют поезд, использование порталов в Хогвартс и из Хогвартса, как правило, невозможно. В книге «Гарри Поттер и Орден Феникса» Дамблдору приходится создать портал заклинанием «Портус» — директор обладает рядом особых полномочий в школе.
- Трансгрессия. Хотя в целях безопасности трансгрессия в Хогвартс и из него сделана невозможной (исключение: в книге «Гарри Поттер и Принц-полукровка» на время обучения трансгрессии отключали защиту, но только в пределах Большого зала и только на час), можно трансгрессировать рядом с Хогвартсом и войти на территорию Хогвартса. Так попадают в Хогвартс Гарри Поттер и Альбус Дамблдор в книге «Гарри Поттер и Принц-полукровка».
- На территории школы находится Выручай-комната, становящаяся тем, что нужно входящему в неё человеку. Через Выручай-комнату можно попадать из Хогвартса во внешний мир и обратно, например, используя Исчезательные шкафы, как это делал Драко Малфой в книге «Гарри Поттер и Принц-полукровка». Через эту же комнату студенты в книге «Гарри Поттер и Дары Смерти» попадали в трактир «Кабанья голова» в Хогсмиде.
- Также существует семь потайных ходов, ведущих на территорию Хогвартса. Один из них находится в аварийном состоянии, полностью завален. Четыре других — под наблюдением Аргуса Филча. Ещё один ведёт от корней Гремучей Ивы до Визжащей Хижины. Последний начинается в коридоре третьего этажа в потайном проходе за горбом статуи Одноглазой ведьмы (Ганхильда из Гонсмура) и заканчивается в «Сладком королевстве» в Хогсмиде. Впрочем, в последней книге мы узнаём о существовании восьмого потайного хода, ведущего из трактира «Кабанья голова» прямиком в Выручай-комнату Хогвартса (остальные семь ходов были опечатаны при руководстве Северуса Снегга).
- Ещё один способ — трансгрессировать с помощью эльфов-домовиков, чьё волшебство не подчиняется магическому запрету в Хогвартсе.

## Факультеты
Хогвартс делится на 4 факультета, каждый назван по фамилии своего основателя:
- Гриффиндор (англ. Griffindor),
- Слизерин (англ. Slytherin),
- Пуффендуй (англ. Hufflepuff),
- Когтевран (англ. Ravenclaw).

Каждый факультет имеет свой талисман, свои цвета и своё привидение. В течение учебного года факультеты соревнуются за кубок школы, набирая и теряя баллы. Каждый факультет имеет свою команду по квиддичу, которые соревнуются за кубок школы по этому волшебному виду спорта. Эти два соревнования порождают соперничество между факультетами. Во главе факультета стоит декан (Head), в прошлом учившийся на этом факультете. На своём факультете декан отвечает за донесение важной информации до сведения студентов, наказания студентов за серьёзные проступки, реагирование на аварийные ситуации. Каждый факультет имеет собственные спальни и свою гостиную. За редкими исключениями, спальни и гостиная факультета недоступны для студентов других факультетов и охраняются картинами, дверями либо сплошной стеной, требующими разгадать загадку (гостиная Когтеврана), постучать по двери в особом ритме (гостиная Пуффендуя) или назвать пароль (гостиные Гриффиндора и Слизерина). На своём факультете мальчики не имеют права входить в спальни для девочек, а девочки в спальни для мальчиков входить могут. Это правило установили основатели, считавшие девочек более порядочными.
В первые годы существования Хогвартса его основатели лично отбирали студентов для своих факультетов. В дальнейшем из-за беспокойства об отборе студентов, перед смертью основателей Годрик Гриффиндор снял свою шляпу, и каждый основатель добавил туда свои знания. С тех пор студентов распределяет Распределяющая Шляпа.
Слово «факультет» применительно к делению Хогвартса является условным русскоязычным переводом термина «house», означающего типичное для британских и австралийских учебных заведений внеучебное «гражданство» учеников любых возрастов, которые вместе живут или участвуют в соревнованиях. За счёт пересечения первокурсников и «старичков» возникает преемственность, и каждый house обычно имеет свои специфические традиции.

### Распределение по факультетам
Распределение учеников по факультетам происходит на 1-м курсе перед самым началом обучения. Процессом распределения занимается специальная волшебная Распределяющая Шляпа. Ученик должен надеть Шляпу на голову, и тогда она даст ответ — на какой факультет следует поступить этому ученику. При этом Шляпа исходит из личных качеств ученика: храбрых и благородных она отправляет в Гриффиндор, умных и сметливых — в Когтевран, упорных и честных — в Пуффендуй, а хитрых и изворотливых (до победы над Волан-де-Мортом — в основном, чистокровных) — в Слизерин.
Если Шляпе нелегко выбрать какой-то конкретный факультет, на котором должен учиться новичок, она может учесть желание самого соискателя. Так, Гарри Поттер при распределении твердил про себя: «Только не Слизерин», — и шляпа, прислушавшись к его желанию, выкрикнула: «Гриффиндор!».
Но Альбус Дамблдор говорит Гарри Поттеру о том, что решение Шляпы зависит не от врождённых качеств ученика, а лишь от его выбора.
Решение Шляпы принимается всеми с уважением, обжалованию не подлежит и выполняется неукоснительно. Неизвестно ни одного случая последующего перехода учеников с одного факультета на другой, недовольства ученика своим распределением или примеров обучения одного человека на нескольких факультетах.
Хотя во время Битвы за Хогвартс Волан-де-Морт поджёг Шляпу, она не сгорела и продолжала функционировать.

### Баллы
Ежегодно проходит соревнование между факультетами, какой из них получит больше баллов. За достижения и промахи каждого студента — как академические, так и дисциплинарные — могут быть начислены или сняты баллы с его факультета. Таким образом, в Хогвартсе используются групповые поощрения и наказания. В первой книге гриффиндорцы объявляют коллективный бойкот Гарри Поттеру и его друзьям за потерю 150 баллов.
Снимать или добавлять баллы факультетам имеет право любой преподаватель, а также факультетский староста. Похоже, что нет правил по поводу того, какое количество баллов снимается или добавляется в каких случаях (кроме неписаных традиций: например, за правильный ответ на уроке начисляют 5—10 баллов, столько же снимают за мелкий проступок). За крупный проступок снимается до 50 баллов.
Также в баллы конвертируются набранные факультетскими командами по квиддичу очки в матчах ежегодного турнира.
Отмеряют баллы большие заколдованные песочные часы в холле. Их четыре: по одному на каждый факультет. Вместо песчинок в них — драгоценные камни цвета факультета: рубины в гриффиндорских часах, жёлтые алмазы — в пуффендуйских, сапфиры — в когтевранских, изумруды — в слизеринских. Когда баллы добавляются или снимаются с факультета, в соответствующих часах такое же количество камней падает в нижнюю половину или, наоборот, поднимается в верхнюю.
В конце каждого года факультет, набравший наибольшее количество очков, выигрывает кубок школы.

### Гриффиндор

Гри́ффиндор (англ. Gryffindor) — отличительные качества учеников этого факультета: храбрость, честь, благородство. Талисман — лев, цвета — красный и золотой. Декан — преподаватель трансфигурации Минерва Макгонагалл. Привидение — Почти Безголовый Ник. Основатель — Годрик Гриффиндор. Согласно Дж. Роулинг, Гриффиндор соответствует стихии огня.
В переводе с французского «Гриффиндор» означает «золотой грифон». Обычно грифона характеризуют как бдительное, храброе и сильное существо. Кроме того, у кабинета профессора Дамблдора есть латунный молоток в виде грифона, чтобы стучать им в дверь.
Хотя Гриффиндор считается «хорошим» факультетом, не всех гриффиндорцев можно назвать «хорошими». Так, Кормак Маклагген груб и невыдержан. Ромильда Вейн пыталась соблазнить Гарри Поттера, используя любовное зелье, находящееся в безобидных на вид конфетах. Пожиратель Смерти Питер Петтигрю тоже учился на этом факультете.
Общая комната Гриффиндора располагается в одной из самых высоких башен, вход в которую находится на 7 этаже восточного крыла замка. Он охраняется портретом Полной Дамы в розовом платье, которая открывает проход, запрашивая пароль с любого, кто хочет войти в комнату.
На факультете Гриффиндор учились Гарри Поттер, его родители, все упомянутые в книгах члены семейства Уизли, Гермиона Грейнджер, а также двое детей главного героя, Джеймс Сириус и дочь Лили Полумна (второй сын Альбус Северус попал в Слизерин).

#### Башня Гриффиндора
Башня Гриффиндора — вторая по высоте башня в Хогвартсе. Здесь расположены гостиная и спальни факультета Гриффиндор, поэтому внутреннее убранство этих помещений решено в ало-золотых тонах. Видимо, так же, как и башня астрономии, гриффиндорская башня расположена на фасадной стороне замка, окнами на Запретный лес и хижину Хагрида.

Круглая комната Гриффиндора

#### Гостиная Гриффиндора
Гостиная Гриффиндора находится в гриффиндорской башне. Войти в неё можно только через проход, расположенный за портретом Полной Дамы на седьмом этаже замка Хогвартс. И открыть этот проход может только сама Полная Дама (либо какой-то другой портрет, выполняющий роль стража прохода, как это происходит в третьей книге). Как и в случае с гостиной факультета Слизерин, нужно назвать пароль для того, чтобы попасть внутрь. Обычно старосты узнают пароль первыми (исключение — в третьей книге Невилл Долгопупс выпросил у Сэра Кэдогана пароли на неделю, при этом не являясь старостой) и обязаны сообщить его остальным студентам факультета.
Гостиная представляет собой комнату отдыха — уютное круглое помещение, оформленное в красно-золотых тонах, где студенты Гриффиндора могут расслабиться, позаниматься, пообщаться во внеурочное время. Присутствует много мягких кресел, которые можно придвинуть к столам (например, чтобы делать уроки) или к камину. На стене гостиной есть стенд, где вывешиваются объявления о различных событиях как факультетского, так и общешкольного масштаба. Например, тут можно найти расписания занятий факультативов и клубов, объявления о продаже или потере предметов, о наборе в команду по квиддичу и т. д. Вполне вероятно, что факультетские стенды объявлений как-то связаны между собой. Так, все декреты об образовании, которые издавала Долорес Амбридж, появлялись рано утром на этом стенде, хотя сама она порог гостиной не пересекала. Из окна башни открывается вид на озеро и окрестности школы.
Часто гриффиндорцы собираются здесь отметить то или иное событие. Например, во время действия сюжета романов они таким образом отмечали победу факультетской сборной в Квиддич и Гарри Поттера на первом испытании в Турнире Трёх Волшебников. Так же они отметили и успешный запуск волшебного фейерверка Фреда и Джорджа Уизли.
Гриффиндорская гостиная памятна студентам и как место разнообразных событий. Так, Гарри впервые поцеловался здесь с Джинни Уизли на глазах у всего факультета, а Рон Уизли миловался с Лавандой Браун, Сириус Блэк использовал камин Гриффиндора, чтобы пообщаться с Гарри и его друзьями, а близнецы проводили тут рекламу, испытания и продажу своей продукции, когда ещё не обзавелись собственным магазином.
Из гостиной факультета ведут две разные лестницы к спальням: одна — к спальне мальчиков, другая — к спальне девочек. Упоминается, что лестница, ведущая к спальне девочек, заколдована, и если по ней пройдёт мальчик, то лестница немедленно превратится в покатую горку. Заклинание, которое используется для «защиты» комнаты от мальчишек, скорее всего — заклятие глиссео. Девочки, однако, могут спокойно пройтись по лестнице к мальчикам.

### Пуффендуй

Пу́ффендуй (англ. Hufflepuff) — ценит трудолюбие, верность и честность (fair play). Талисман — барсук, цвета — канареечно-жёлтый и чёрный. Декан — преподаватель травологии Помона Стебль. Привидение — Толстый Монах. Основатель — Пенелопа Пуффендуй (в оригинале — Helga Hufflepuff). Согласно Роулинг Пуффендуй соответствует стихии земли.
Факультет находится на первом этаже школы. Попасть туда можно, пройдя коридор, ведущий в кухню Хогвартса.
Известно: чтобы попасть в гостиную Пуффендуя, нужно простучать определённый ритм на бочках. Если ритм неправильный, то стучащего обливает уксусом. Гостиная Пуффендуя — это очень уютная и гостеприимная комната. Множество жёлтого вокруг, глубокие кресла, небольшой туннель, ведущий в спальни, которые имеют круглые двери, как днище бочки. На камине есть маленькие барсуки в Рождество у них появляется коробка для пожертвований соборные деньги отправляются нуждающимся.

### Когтевран

Ко́гтевран (англ. Ravenclaw) — ценит ум, творчество, остроумие и мудрость. Девиз когтевранцев гласит: «ума палата дороже злата» (англ. «wit beyond measure is man’s greatest treasure», дословно «остроумие сверх меры является величайшим сокровищем человека»). Талисман — орёл (в фильмах заменён на во́рона), цвета — синий и бронзовый (в фильмах заменены на синий и серебряный). Декан — профессор заклинаний Филиус Флитвик. Привидение — Серая Дама. Основатель — Кандида Когтевран (в оригинале — Rowena Ravenclaw).
В седьмой книге упоминается, что Серая Дама при жизни была дочерью Кандиды Когтевран и носила имя Елена. Согласно Роулинг Когтевран соответствует стихии воздуха.

#### Башня Когтеврана
Башня Когтеврана — одна из самых высоких башен замка Хогвартс, по высоте уступает только астрономической и гриффиндорской. Выходит окнами на озеро, оттуда открывается потрясающий вид на окрестности. В башне находится гостиная и спальни факультета.
В повествовании башня Когтеврана упоминается только под конец седьмой книги. Здесь Гарри Поттер находит изображение предпоследнего крестража, Диадемы Кандиды Когтевран.
Во время битвы за Хогвартс на верхних этажах башни расположился один из отрядов защитников Хогвартса, отбивавший атаки армии Волан-де-Морта.

#### Гостиная Когтеврана
Гостиная Когтеврана впервые описывается в кульминации книги «Гарри Поттер и Дары Смерти». Круглая, с голубыми гардинами и мягкими креслами, куполообразным потолком, на котором нарисовано звёздное небо, и статуей Кандиды Когтевран в диадеме. Статуя выполнена в натуральную величину. Вход: дверь на пятом или шестом этажах с бронзовым молотком в форме орла. Для входа в гостиную Когтеврана требуется правильный ответ на поставленный стражем двери вопрос. При этом каждый раз вопрос будет другим.

### Слизерин

Сли́зерин (англ. Slytherin) — ценит хитрость, честолюбие, решительность, находчивость. Книга также позволяет предположить, что для слизеринцев характерна жажда власти. Салазар Слизерин также определял учеников чаще по чистоте крови. Талисман Слизерина — змея, цвета — зелёный и серебристый. Декан — Северус Снегг, профессор зельеварения. Его предшественник, а потом и преемник на этом посту — Гораций Слизнорт, также преподававший зельеварение. Привидение — устрашающий Кровавый Барон. В последней книге упоминается, что он был влюблён в дочь Кандиды Когтевран, но однажды та сбежала, прихватив диадему матери. По просьбе последней Барон отправился за ней и смог догнать, однако разговора не получилось. В порыве гнева Кровавый Барон убил возлюбленную и, осознав, что натворил, покончил с собой. Согласно Джоан Роулинг Слизерин соответствует стихии воды. Спальни и гостиная Слизерина располагаются за каменной стеной в подземельях. Гостиная Слизерина — длинная низкая комната, выдержанная в стиле подземелья, находящаяся под Хогвартским Озером, освещённая зелёными лампами и обставленная резными креслами.
К моменту поступления Гарри Поттера в Хогвартс Слизерин пользовался зловещей репутацией. Рубеус Хагрид сказал ему, что не было злой волшебницы или волшебника, который бы не учился в Слизерине. Со стороны Хагрида это было преувеличением, поскольку Сириус Блэк, которого он тогда считал убийцей многих людей и Пожирателем Смерти, учился в Гриффиндоре. Но многие злые волшебники действительно вышли из Слизерина, включая Волан-де-Морта и почти всех его сторонников (кроме Питера Петтигрю, учившегося на Гриффиндоре, и профессора Квиррелла, который был студентом Когтеврана). Во время Битвы за Хогвартс ни один студент Слизерина не вызвался сражаться против Волан-де-Морта. С другой стороны, были и слизеринцы, как например Гораций Слизнорт, и Северус Снегг, поначалу служивший Волан-де-Морту и лишь потом перешедший на сторону Дамблдора, и также бывший Пожиратель Смерти Регулус Блэк, который раскаялся и похитил крестраж Тёмного Лорда.
Среди качеств, влияющих на попадание в Слизерин, Распределяющая Шляпа называет чистоту крови, но до пятой книги этот фактор не упоминается. Кроме того, не все студенты Слизерина были чистокровными (например, Том Реддл). В последней книге группа егерей заявляет, что «not many Mudbloods» («не много грязнокровок») распределяется на Слизерин, из чего следует, что некоторые нечистокровные маги туда всё-таки распределяются.
Считая, что победил Гарри Поттера, Волан-де-Морт решил уничтожить все факультеты, кроме Слизерина, где учились бы все студенты Хогвартса. Однако Волан-де-Морт был побеждён и погиб, после чего Слизерин перестал быть бастионом чистой крови. В пьесе «Гарри Поттер и Проклятое дитя» сын Гарри Поттера, Альбус Северус Поттер, попадает в Слизерин.
Кроме среднего сына Гарри, на этот курс также поступит Скорпиус Малфой, сын Драко.

#### Гостиная Слизерина

Гостиная Слизерина

Комнаты факультета Слизерин расположены в подземельях Замка Хогвартс, за стеной, в конце коридора, который большинство учеников считают тупиковым. Но на самом деле если назвать пароль, то часть стены отъедет в сторону, открывая потайной ход, ведущий в гостиную факультета. Гостевые комнаты представляют собой помещения с низким потолком, стульями с тёмно-зелёной обивкой и лампами, излучающими холодное болотное свечение. Гостевые комнаты отчасти находятся прямо под Чёрным Озером. Комнаты обставлены низкими старыми тёмно-зелёными или чёрными кожаными диванами и тёмными старыми буфетами. Гостиная выглядит обставленной со вкусом.
На втором году обучения в Хогвартсе Гарри Поттер и Рон Уизли с помощью Оборотного зелья в облике Крэбба и Гойла пробираются в Гостиную факультета, чтобы узнать, кто является наследником Слизерина. Паролем оказались слова «Чистая Кровь».

## Семестры, каникулы и праздники
Учебный год структурирован так же, как и в обычных школах и колледжах Великобритании.
Учебный год делится на 3 триместра (семестра), разделённых рождественскими и пасхальными каникулами, начинается 1 сентября и заканчивается в июне, после чего следуют 9-недельные летние каникулы. На рождественские и пасхальные каникулы студенты имеют право остаться в Хогвартсе. Оставшиеся на каникулы не посещают уроков, а на Рождество и Пасху для них устраивается праздник. На пасхальные каникулы преподаватели задают большое количество домашних заданий для подготовки к годовым экзаменам.
Других каникул в Хогвартсе нет. Праздников в Хогвартсе пять: первый и последний день учебного года, Хэллоуин, Рождество и Пасха. Иногда устраиваются дополнительные праздники, например, Святочный бал во время Турнира трёх волшебников или День Святого Валентина (во второй книге).

## Предметы и персонал
В Хогвартсе около 13 преподавателей, называемых (кроме преподавателя полётов на метле) профессорами, и каждый специализируется по своему предмету. Кроме того, в школе работает медсестра, завхоз, библиотекарь и лесник. Около сотни домовых эльфов работают на кухне и поддерживают чистоту в замке.

### Трансфигурация
Трансфигура́ция (англ. transfiguration букв. «видоизменение», «преображение») — дисциплина, изучающая магические превращения одних предметов в другие. Для трансфигурации требуется волшебная палочка и знание соответствующей формулы. Превращать можно как живые, так и неживые объекты, а также части объектов. Создание предметов из ничего или их исчезновение являются частными случаями трансфигурации.
Трансфигурация подчиняется определённым магическим законам — в частности, Законам Элементальной Трансфигурации Гэмпа; существует пять «принципиальных исключений» из них, в том числе еда, которые нельзя создавать из ничего.
В Хогвартсе трансфигурация является обязательным предметом с первого года обучения по пятый, после чего нужно сдать экзамен СОВ.
Далее возможен выбор курса на шестом и седьмом году обучения для сдачи ЖАБА.
Курс трансфигурации включает в себя практические занятия и письменные работы.
Во время обучения Гарри Поттера в Хогвартсе трансфигурацию преподавала Минерва Макгонагалл, а до неё — Альбус Дамблдор. Известно, что профессия волшебника-целителя требует отметки У/B на экзамене уровня СОВ по трансфигурации.
Журнал «Трансфигурация сегодня» публикует статьи по трансфигурации.

### Защита от Тёмных искусств
Защи́та от Тёмных иску́сств — дисциплина, изучающая защиту от оборотней, вампиров, дементоров, боггартов и прочей нечисти, а также от запрещённых заклятий и тёмных магов.
Из-за проклятия Волан-де-Морта ни один преподаватель защиты от Тёмных искусств не мог продержаться на своей должности больше года. Волан-де-Морт наложил это проклятие, когда ему самому отказал в этой должности Альбус Дамблдор. Проклятие потеряло силу после смерти Волан-де-Морта.
| Книга | Преподаватель(ница)              | Кому служил(а)    | Чему научил(а) Поттера во время преподавания | Действия во время преподавания | Итог | Дальнейшая судьба |
| ----- | -------------------------------- | ----------------- | --- | --- | --- | --- |
| 1     | Квиринус Квиррелл                | Волан-де-Морту    | Рассказывал о «Проклятии Призраков», говорил о способах лечения от укусов оборотней.                                                                   | Пытался убить Поттера и украсть философский камень. | Погиб в финальной битве от прикосновения Поттера.                                                                                          | |
| 2     | Златопуст Локонс                 | Себе              | На показательной дуэли с ним Снегг научил Гарри обезоруживающему заклинанию «Экспеллиармус» (в игре Локонс учит заклинаниям Риктусемпра и Спонджифай). | Был самовлюблённым и шарлатаном. Пытался стереть память Гарри Поттеру и Рону Уизли. | Лишился памяти. | Попал в больницу св. Мунго. |
| 3     | Римус Люпин                      | Альбусу Дамблдору | Защите от дементоров (посредством Патронуса), боггартов, красных колпаков, болотных фонарников, ползучих водяных, гриндилоу.                           | Обучал Гарри Патронусу, рассказывал ему о родителях, в конце рассказал правду о Сириусе. | Уволился, когда Снегг разгласил, что Люпин — оборотень.                                                                                    | Женился на Нимфадоре Тонкс, имел сына. Героически погиб в битве за Хогвартс в седьмой книге.                                                                                     |
| 4     | Грозный Глаз Грюм (формально)    | Альбусу Дамблдору | Не преподавал. | Много месяцев просидел заточённым в ящике. | Уволился для поправки здоровья. | Убит в седьмой книге, во время операции «Семь Поттеров». |
| 4     | Барти Крауч младший (фактически) | Волан-де-Морту    | Непростительным Заклятиям, сопротивлению заклятию Империус.                                                                                            | Заточил в ящик Грозного Глаза Грюма и выдавал себя за него, пользуясь оборотным зельем. Обучал студентов Непростительным Заклятиям. Заманил в ловушку Гарри Поттера и Седрика Диггори. Результат: убийство Седрика Диггори, возрождение Волан-де-Морта.                                                     | Поцелуй дементора. | |
| 5     | Долорес Амбридж                  | Корнелиусу Фаджу  | Практическим навыкам не учила. | Мучила Гарри Поттера. Не позволяла ученикам практиковать защиту от Тёмных искусств. Собиралась пытать Гарри Поттера и его друзей. | Атакована кентаврами и с позором изгнана из школы.                                                                                         | Осталась на работе в министерстве магии. После прихода к власти Волан-де-Морта мучила и несправедливо осуждала маглорождённых. После победы над ним отправлена за это в Азкабан. |
| 6     | Северус Снегг                    | Альбусу Дамблдору | Учил студентов зельеварению, затем — невербальным чарам, но Гарри не смог этому научиться.                                                             | С самого начала обучения Гарри в Хогвартсе защищал его, хотя и проявлял к нему неприязнь, из-за внешнего сходства с его отцом. Любил мать Гарри — Лили Поттер. Защищал Драко Малфоя во время выполнения порученного тому Волан-де-Мортом задания. Был вынужден убить Дамблдора по его собственному приказу. | Бежал из Хогвартса как убийца Альбуса Дамблдора во время схватки с Минервой Макгонагалл. Внёс огромный вклад в победу над Волан-де-Мортом. | Ненавидимый студентами и преподавателями, стал директором Хогвартса. Убит змеёй Нагайной по приказу Волан-де-Морта (книга 7).                                                    |
| 7     | Амикус Кэрроу                    | Волан-де-Морту    | Гарри Поттер в тот год не учился. | Обучал студентов тёмным искусствам. Заставлял студентов тренировать заклятие Круциатус на учениках, оставленных после уроков. | Был повержен Гарри Поттером. | Неизвестна. |

### Заклинания
Заклина́ния (англ. Charms) — дисциплина, изучающая различные движения палочкой с одновременным произнесением одного или нескольких слов; данные действия, будучи правильно произведены, дают различные результаты.
Заклинания условно можно подразделить на две группы: заклинания, в которых использованы латинские слова или корни, и заклинания на английском языке (в переводе заменены русскими эквивалентами). 
По крайней мере для некоторых заклинаний (например, Круциатус) необходим определённый психологический настрой. Важно также правильное произношение заклинания.
Единственным известным преподавателем заклинаний является профессор Филиус Флитвик.

### Зельеварение
См. также список зелий, которые упоминаются в книгах о Гарри Поттере.
Зельеваре́ние — дисциплина, изучающая создание магических зелий. В Хогвартсе Зельеварение является обязательным предметом с первого года обучения по пятый. Если учащийся успешно сдаст экзамен уровня СОВ, возможен выбор курса на шестом и седьмом году обучения для сдачи экзаменов уровня ЖАБА.
Преподаватели — Северус Снегг (Снейп) (книги 1-5), Гораций Слизнорт (книги 6-7). До Снейпа преподавателем Зельеварения также был Слизнорт.
На 1—5 курсах Зельеварение было нелюбимым предметом Гарри Поттера из-за придирок и оскорблений Северуса Снейпа.

### Астрономия
Астроно́мия (англ. Astronomy) — единственная область обучения в Хогвартсе, которая имеет прямой эквивалент в мире маглов. Классы астрономии находятся в Башне Астрономии, самой высокой башне Хогвартса. Цель урока — наблюдения вечерних небес с телескопами. Единственный урок Астрономии описывался в 5 книге, во время экзаменов СОВ. Известно, что домашняя работа включает изучение названий звёзд, созвездий и планет, их местоположения и движения, а также описания окружающих сред планет и лун, составление карт звёздного неба.
Преподаватель — Аврора Синистра.

### История магии
Исто́рия ма́гии — дисциплина, изучающая ту часть истории, которая связана с магическим миром.
Предмет входит в список экзаменов на СОВ.
Преподаватель — Катберт Бинс. Занятия очень скучны и заключаются в том, что он монотонно читает учебник. Настолько рассеян, что не заметил собственной смерти и пришёл на урок, оставив в учительской тело.
Однако предмет нравится Гермионе Грейнджер, она узнала массу полезной информации.

### Травология
Траволо́гия — дисциплина, изучающая различные растения: обычные, лечебные и откровенно волшебные. Последние, конечно, пристальней всего. Изучаются особенности произрастания, ухаживания, полезности различных частей (стебли, листья, корни, плоды и т. д.) и их сбора. Отдельное внимание уделяется опасным растениям (например, Дьявольские силки, Бешеный огурец, Мандрагора) и способам их нейтрализации.
Преподавателем Травологии на протяжении всех семи книг о Гарри Поттере является Помона Стебль, а после Невилл Долгопупс.

### Нумерология
Нумероло́гия в реальной жизни — гадание по числам. О нумерологии, преподаваемой в Хогвартсе — известно лишь, что этот предмет очень нравится Гермионе Грейнджер, а преподаватель нумерологии профессор Септима Вектор — одна из её любимых преподавателей. Необязательный предмет.

### Древние руны
Дре́вние ру́ны — один из предметов, изучаемых в школе магии и волшебства Хогвартс. Предмет не является обязательным и может быть выбран для изучения начиная с третьего курса.
Преподаватель предмета — Батшеда Бабблинг. Единственные ученицы этого курса, о которых нам известно — это Гермиона Грейнджер и Полумна Лавгуд. Блестящие успехи Гермионы в изучении этого предмета дали надежду профессору Дамблдору на то, что Гермиона сможет прочесть завещанную ей книгу сказок Барда Бидля. В оригинале сказки были написаны рунами. Полумна в ходе этого курса научилась читать на языке рун (в пятой части читает статью в журнале «Придира», написанную на языке рун).

### Прорицания
Прорица́ния — дисциплина в Хогвартсе, изучающая гадания, предсказания, предугадывания событий. Нелюбимый предмет Гарри, Рона и Гермионы. Преподаватель, Сивилла Трелони, в начале каждого года делает предсказание о чьей-либо смерти, но эти предсказания никогда не сбываются. Её предсказания вообще обычно не сбываются и очень часто связаны со смертью или несчастьями. Тем не менее она сделала по крайней мере два правильных пророчества. Способы предсказания: хрустальный шар, гадание на картах, на кофейной гуще, гадание по чаинкам, хиромантия, толкование снов, астрология и т. д. Студенты относятся к её предмету с таким пренебрежением, что часто выдумывают сны.
Во время действия первых книг Сивилла Трелони преподаёт одна. С пятой книги, когда Долорес Амбридж захотела сместить Сивиллу с её должности и поставить своего человека, Альбус Дамблдор просит кентавра Флоренца вести этот предмет. С шестой книги Трелони и Флоренц ведут Прорицания вместе, разделив между собой курсы.
К её кабинету с табличкой «Сивилла Трелони, прорицания» ведёт наверх серебряная лестница, далее люк. В кабинете Трелони всегда пахнет хересом и различными дурманящими травами. Студенты сидят на пуфиках и ситцевых креслах вокруг низких круглых столов.
Кентавр Флоренц проводит занятия на первом этаже, в классе, растительность в котором такова, что многие ученики забывают о том, что они не в лесу.

### Уход за магическими существами
Ухо́д за маги́ческими существа́ми — дисциплина, изучающая волшебных животных, их особенности поведения, кормления и ухода за ними. Входит в список экзаменов на СОВ.
К началу повествования Уход за магическими существами преподавал профессор Кеттлберн, который к третьей книге подаёт в отставку. На его место Альбус Дамблдор тут же предложил Рубеуса Хагрида, с которого было к этому моменту снято давнее обвинение в убийстве, оказавшееся ложным.
Иногда Хагрид нуждался в замене: то он хотел отказаться от места, когда Рита Скитер раструбила в «Ежедневном пророке», что мать Хагрида — великанша, и неделю не показывал носа из своей хижины, то он отправился вместе с мадам Максим по заданию Ордена Феникса искать великанов и не успел вернуться к началу занятий. В этих случаях Дамблдор просил вести уроки профессора Граббли-Дёрг.

### Магловедение
Маглове́дение (Изуче́ние ма́глов) — дисциплина в Хогвартсе, изучающая поведение и быт маглов с точки зрения волшебников. Предмет не является обязательным к изучению, его необходимо посещать, только если студент подал заявку на изучение магловедения в конце второго курса, когда выбираются и другие необязательные дисциплины.
Преподаватели
- Квиринус Квирелл, вёл магловедение до поступления Гарри в Хогвартс, затем был назначен на пост преподавателя Защиты от Тёмных Искусств.
- Чарити Бербидж, ведшая предмет до убийства Волан-де-Мортом в начале седьмой книги.
- Алекто Кэрроу, поставленная на этот пост Волан-де-Мортом. При ней магловедение стало обязательным предметом.

### Полёты на метле
Если судить по книгам, то уроки полётов на метле проводятся только для студентов первого курса, поскольку более старшие ученики уже умеют это делать. Уроки ведёт мадам Трюк (мадам Хук в разных вариантах перевода), она же является главным судьёй школьного турнира по квиддичу. Тренировки по квиддичу проводят капитаны школьных команд во внеурочное время.

### Трансгрессия
Трансгре́ссия (англ. apparation, в неофициальных переводах и фан-культуре «аппарирование» или «аппарация») — мгновенное перемещение волшебника на ограниченное расстояние. Экзамен по трансгрессии сдают только лица, достигшие семнадцатилетнего возраста (в 17 лет волшебник считается совершеннолетним). В Хогвартсе для шестикурсников организуются платные курсы трансгрессии, которые ведёт специальный инструктор из Министерства магии. В шестой книге им является Уилки Двукрест. Стоимость обучения — 12 галеонов. Занятия проводились в большом зале. На время занятий запрет на трансгрессию в Хогвартсе был снят, но только в границах большого зала и всего на один час.

### Каббалистика
Каббали́стика — этот предмет упоминается во второй книге про Гарри Поттера, когда Невилл Долгопупс выбирает факультативные предметы.

## Экзамены и оценки
Обычные работы оцениваются, как правило, по 100-балльной системе (от 0 до 100), хотя Гермиона получила на первом году обучения 120 баллов по заклинаниям, а на третьем — 320 баллов по магловедению.
В конце 5 курса по всем изучаемым предметам устраивается экзамен, называемый «СОВ» — «Суперотменное волшебство» или «Стандартное обучение волшебству» (англ. OWLs — Ordinary Wizarding Levels; другие варианты перевода — «Стандартизированные отметки волшебников», «СОВУ» — «Совершенно обычный волшебный уровень»). На экзаменах СОВ есть следующие оценки:
- Проходные оценки
  - П — Превосходно
  - В — Выше ожидаемого
  - У — Удовлетворительно
- Непроходные оценки
  - С — Слабо
  - О — Отвратительно
  - Т — Тролль

Оценка «тролль» дословно означает «туп, как тролль».
Для продолжения занятий по данному предмету необходимо получить оценку не ниже У, хотя некоторые преподаватели требуют П или В. Некоторые студенты, получившие низкие оценки, продолжают в последние два года учиться на уровне СОВ.
После 7 курса ученики сдают экзамены ЖАБА — «Жутко академическая блестящая аттестация» (англ. NEWT — Nastily Exhausting Wizarding Tests; в других переводах — ПАУК — «Претруднейшая аттестация умений колдуна» и ТРИТ — «Типично решаемый изнуряющий тест»). Система оценок на ЖАБА та же, что и на СОВ, но сдаётся обычно 3-4 предмета на более углублённом уровне.
После сдачи экзаменов выпускники устраиваются на работу. Для многих профессий или должностей в требования к кандидатам входят оценки, сдаваемые предметы и их количество на экзаменах СОВ и ЖАБА.

## Студенческая жизнь
День в Хогвартсе начинается с завтрака в Большом Зале. Студенты сидят за столами своих факультетов и могут есть, общаться или заканчивать домашние задания. Директор и профессора едят за Высоким Столом в дальнем конце зала. В продолжение завтрака, совы приносят студентам почту, обычно состоящую из газет и журналов, вроде «Ежедневного Пророка», писем от родителей и друзей и посылок из дома. Колокол оповещает о начале первого урока в 9:00.
Утренняя учёба состоит из трёх (часовых) уроков с коротким перерывом, позволяющим перейти из класса в класс. После обеда занятия возобновляются в 13:00 и продолжаются примерно до 5 часов вечера. На некоторых уроках участвует один факультет, на других — два факультета вместе. Первокурсников иногда отпускают в пятницу в полдень. Вечером студенты ужинают в Большом Зале, после чего студенты разных факультетов расходятся по своим гостиным.
В гостиных есть кресла, диваны, столы для учёбы и камины для обогрева. Студенты могут отдыхать или готовить домашние задания. Из гостиной можно попасть в спальни, снабжённые кроватями с балдахинами, занавесами цвета факультета и толстыми подушками и имеющие поднос с кувшином воды и стаканами. Рядом с каждой кроватью стоит прикроватный столик.
В некоторые выходные студентам начиная с 3-го курса разрешается посещать деревню Хогсмид. Несовершеннолетним студентам для посещения требуется письменное разрешение от родителей или опекунов. Популярны среди студентов, в частности, бары «Три мётлы» и «Кабанья голова», кафе мадам Паддифут (прибежище влюблённых парочек), кондитерская «Сладкое королевство», лавка «Дэрвиш и Бэнгз» и магазин волшебных шуток «Зонко».

### Еда
Еду в Хогвартсе готовят домовые эльфы, являющиеся искусными поварами. Разнообразные блюда готовятся в кухне прямо под Большим Залом и в нужное время магически транспортируются наверх, так что они появляются перед студентами. До сих пор многие из блюд готовятся по рецептам Пенелопы Пуффендуй, одной из основателей Хогвартса, которая помимо того, что была талантливейшей волшебницей, была также искусным поваром. Большинство блюд — типично британские, хотя иногда делаются исключения (так, во время Турнира трёх волшебников в честь гостей были поданы иностранные блюда, в частности буйабес и бланманже). Обычными напитками (кроме воды) являются молоко, чай, кофе, апельсиновый и тыквенный соки. Сливочное пиво было подано лишь один раз — на балу в честь гостей Турнира трёх волшебников, и его разрешали пить в Хогсмиде.

### Дисциплинарные меры
За нарушение правил Школы Чародейства и Волшебства Хогвартс и внутреннего распорядка а также невыполнение домашних заданий и поручений профессоров, ученики могут быть наказаны. Наказания могут быть назначены директором, профессорами, старостами, а также завхозом.
Наказания могут быть следующие:
1. Отсидки после уроков.
2. Снятие баллов с факультета.
3. Помощь учителям в работе.
4. Общественные работы.
5. Выговор или замечание.
6. Отстранение от уроков.
7. Лишение звания старосты.

За серьёзные проступки ученика могут исключить из школы. 
В прошлом (до того как Дамблдор стал директором Хогвартса), в школе были разрешены телесные наказания. В Средневековье телесных наказаний было много - включая подвешивание за ноги к потолку, зажимание больших пальцев ног в тиски, битье толстой палкой по спине, порка розгами. Однако к 20 веку единственным разрешенным телесным наказанием осталась порка розгами. Причем количество ударов зависело от тяжести поступка. Исполнителем наказания обычно выступал завхоз. На протяжении всего 20 века Попечительский Совет, а также родители учеников выступали за то, чтобы отменить телесные наказания полностью. Однако и Финеас Найджелус Блэк, а позже и Армандо Диппет выступили против отмены телесных наказаний. И только после того, как Альбус Дамблдор стал Директором Хогвартса, телесные наказания были наконец-то отменены полностью, а причинять ученикам любую боль было запрещено. Тем не менее, Аргус Филч, ставший завхозом в 1973 году, мечтал о возвращении наказаний, считая, что это сделает учеников более послушными. 
Точная дата отмены телесных наказаний неизвестна, но может быть или 1956-1971, или 1968-1971.

### Старосты
Студента 5, 6 и 7 курса могут назначить старостой (2 старосты от одного факультета). Они остаются старостами до конца учёбы в Хогвартсе. Старосты имеют право снимать баллы с обычных студентов, но не могут оставлять после уроков и наказывать друг друга. Они также пользуются некоторыми другими привилегиями, например, посещают специальную ванную для старост и едут в особом вагоне «Хогвартс-экспресса». Из числа студентов 7 курса назначают старост школы: одного юношу и одну девушку. Старостой школы могут назначить только старосту факультета.
Члены «Инспекционной дружины», созданной Долорес Амбридж, имели право снимать очки даже со старост, чем с удовольствием пользовался Драко Малфой.

## Локации Хогвартса. Здание школы
Школа Хогвартс занимает старинный семиэтажный замок, расположенный в уединённой гористой местности где-то в Шотландии. Даже сам Альбус Дамблдор признаётся (4 книга), что он, хотя ему и известно обо всем, что происходит в Хогвартсе, не знает всего замка, и, случается, долго блуждает по коридорам, не зная как и где он оказался.
Лестницы Хогвартса — всего в Хогвартсе 142 лестницы. Одни — широкие и просторные, другие — узкие и шаткие. Главная их особенность — они постоянно меняют направление. Например, в пятницу лестница может привести совсем не туда, куда вела в четверг. Есть лестницы, с которых внезапно исчезает несколько ступенек, так что по ним ходить нужно осторожно, то и дело перепрыгивая через ступеньки. Ещё одна особенность этих волшебных лестниц — ступеньки-ловушки. Ученики выучили их наизусть, но иногда все же забывают и тогда ступенька проваливается, защемляя ногу невезучего.
Коридоры Замка — длинные и запутанные галереи. На стенах висят гобелены и картины, жители которых постоянно ходят в гости друг к другу. Стоят статуи и доспехи. Доспехи на Рождество заколдовывают так, чтобы они пели Рождественские гимны. Также доспехи могут служить защитниками Хогвартса, если того требует ситуация, например, как это произошло во время нападения Волан-де-Морта и Пожирателей Смерти в последней книге.

### Главный вход
Главный вход в Хогвартс обозначают две колонны, которые венчают крылатые вепри. К колоннам идёт длинная подъездная аллея, за ними начинается широкая мраморная (парадная) лестница, ведущая к двойным дубовым дверям в вестибюль.

### Вестибюль
Вестибюль столь велик, что Гарри, попав туда впервые, подумал, что в нём мог бы свободно разместиться весь дом Дурслей целиком. Каменные стены освещаются горящими факелами. Потолок настолько высок, что его сложно рассмотреть.
Здесь же расположены три мраморные лестницы: две — вниз и одна центральная — наверх. Из холла, повернув направо, можно попасть в Большой зал. По обеим сторонам центральной лестницы — две двери. Слева — дверь, ведущая к спуску в Подземелья (классы и гостиная Слизерина). Справа — к ступенькам, ведущим к гостиной Пуффендуя и кухне Замка.
Также в стене вестибюля есть четыре ниши, в которых находятся волшебные песочные часы (по одному экземпляру на каждый факультет). Часы показывают премиальные баллы, начисленные каждому факультету за успехи учеников. Колбы часов наполнены драгоценными камнями (у Слизерина упоминаются изумруды у Гриффиндора — рубины, у Когтеврана — сапфиры, у Пуффендуя — жёлтые алмазы). Каждый камешек соответствует одному баллу. При начислении баллов камни падают из верхней колбы в нижнюю, при снятии баллов, наоборот, поднимаются вверх. Рядом с часами висит расписание.

### Большой Зал

Большой зал. Кадр из фильма «Гарри Поттер и Философский камень».

Большой зал (англ. Great Hall) — главное и самое большое помещение замка Школы чародейства и волшебства «Хогвартс».
Большой зал является значимым местом для всей школы. Здесь впервые Гарри Поттер и его друзья, а также все остальные студенты Хогвартса прошли распределение с помощью Волшебной шляпы, каждый на свой факультет. При входе в Большой зал сразу же поражает масштаб этого помещения: 4 дубовых стола и такие же длинные скамьи для сидения у них, параллельные друг другу; тёплые уютные камины; преподавательский стол, расположенный перпендикулярно студенческим скамьям; массивное окно позади этого стола и главное украшение — заколдованный потолок.
Также в Большом зале по вечерам парят сотни зажжённых свечей, а стеклянный прозрачный волшебный потолок имеет свойство отображать на себе нынешнее состояние погодных условий, при этом не меняя погоды в самом помещении. Ещё на стенах развешаны светильники в форме волшебных птиц, извергающих огонь.

#### Роль зала в произведениях о Гарри Поттере
Зал Хогвартса выполняет множество первостепенных функций:
- Трапезная для обедов и ужинов всеми студентами и преподавателями, во главе с Директором и гостями замка. В это время в Зал могут прибывать также Хогвартские привидения (Почти безголовый Ник, Толстый монах, Серая дама, Кровавый барон, и т. д.) и поддерживать беседы с любым из тех, с кем захотят.
- Банкетный зал во время праздников, в том числе и посвящённого «Турниру трёх волшебников» Святочного бала в книге «Гарри Поттер и Кубок огня», а также место, где Распределительная шляпа оглашает факультет, на котором будет учиться новоприбывший ученик.
- В экстренных ситуациях зал служит местом временного размещением студентов и преподавателей (в третьей книге, когда Сириус Блэк пробрался в башню Гриффиндора, ученики спят на полу в магически созданных спальных мешках).
- Проведение в конце каждого учебного года экзаменов СОВ и ЖАБА для 5-х и 7-х курсов, соответственно.

Кроме того, под Большим залом находится кухня Хогвартса. В кухне домовые эльфы готовят всю еду, которую затем телепортируют наверх для питающихся студентов и преподавателей.

### Кухня Хогвартса
Вход в коридор, ведущий к кухне Хогвартса, находится в вестибюле. Коридор расположен недалеко от входа в подземелье Пуффендуя. Он не так мрачен, как коридор, ведущий в подземелье Слизерина. На его стенах висят факелы и картины с изображением еды. Для того, чтобы попасть в кухню, нужно пощекотать зелёную грушу на картине с фруктами. Груша превращается в дверную ручку.
Кухня Хогвартса по размеру равна Большому залу. Вдоль каменных стен стоят друг на друге кастрюли и сковородки, начищенные до блеска. В конце кухни — кирпичный, огромных размеров, очаг. В глубине кухни стоят четыре стола, точно под столами Домов в Большом зале, на них накрывается еда. Разнообразные блюда готовятся в кухне прямо под Большим залом и в нужное время магически транспортируются наверх, так что они появляются перед студентами. Еду там готовят эльфы-домовики, включая Добби, Кикимера и эльфа мистера Крауча, Винки. Поскольку цокольный этаж, где располагается кухня, частично находится под землёй, помещение освещают маленькие окошки, находящиеся под потолком.
Известно, что о местонахождении кухни позаботилась сама Пенелопа Пуффендуй. Любительница перекусить, как и её ученики, она по секрету рассказала им о ней и её работниках — домовых эльфах, и её дети не предали тайны. Пуффендуйцы редко находят саму кухню, хотя и знают о её существовании вблизи гостиной, но те, кому удалось проникнуть на территорию эльфов, часто становились их друзьями.

### Башня астрономии и Смотровая площадка

Гарри Поттер и Дамблдор на Башне астрономии

Башня астрономии — самая высокая башня в замке Хогвартс. Названа так потому, что на её верхней площадке удобно наблюдать за звёздами. На широкую смотровую площадку ведёт винтовая лестница.
В первой книге именно с этой башни друзья Чарли Уизли забирают дракончика Норберта, которого глубокой ночью затащили наверх Гарри и Гермиона: Рон договорился с братом, что «контрабандного зверя» доставят в драконью колонию в Румынии.
Башня находится над фасадом школы и напротив хижины Хагрида, так как сдававшие экзамен СОВ по астрономии в пятой книге пятикурсники видели, как Долорес Амбридж и сопровождавшие её мракоборцы вышли из парадного входа и направились в сторону хижины. Ребята и принимавшие экзамен волшебники стали свидетелями попыток Амбридж и мракоборцев незаконно арестовать Хагрида, а также их нападения на Минерву Макгонагалл, попытавшуюся прекратить это безобразие.
Год спустя башня астрономии стала местом гибели Альбуса Дамблдора во время нападения на Хогвартс.
Ещё годом позже, во время битвы за Хогвартс, на башне астрономии расположился один из отрядов защитников замка, отражавший первые атаки армии Волан-де-Морта.

### Северная башня
Северная башня отведена под кабинет Прорицания. Он не похож на учебный класс, а скорее на что-то среднее между мансардой и старомодной чайной. Вход в аудиторию — через круглый люк в потолке площадки башни, из которого спускается серебристая верёвочная лестница (в фильме и играх — винтовая каменная лестница). Окна здесь всегда задёрнуты, а светильники задрапированы тёмно-красным шёлком, поэтому в комнате царит красноватый полумрак. Для учеников предназначены примерно 20 круглых столиков, вокруг которых расставлены мягкие пуфики и кресла с пёстрой обивкой. Камин здесь никогда не гаснет и распространяет тяжёлый, дурманящий аромат. На каминной полке и полках, опоясывающих комнату, расставлены всякие странные вещицы: пыльные птичьи перья, огарки свечей, пухлые потрёпанные колоды карт, магические кристаллы и просто полчища чайных чашек.

### Башня Когтеврана
Башня Когтеврана находится в западной части замка. Там, примерно с тем же устройством, как и у Гриффиндора, располагаются гостиная и спальни факультета. Особенностью башни является то, что войти туда можно, только правильно ответив на философский вопрос. В центре гостиной стоит статуя Кандиды Когтевран.

### Восточная башня, или Башня Гриффиндора
В восточной башне находится гостиная факультета Гриффиндор. Вход в гостиную охраняет портрет «Полной дамы» в розовом шёлковом платье. Если назвать ей верный пароль, портрет распахивается подобно двери и открывает круглый проход в стене.
В гостиной много мягких кресел, большой камин, доска объявлений и столы для занятий. Камин связан с Каминной сетью. Из гостиной наверх ведут две лестницы: одна — в спальни для мальчиков, вторая — в спальни для девочек. Лестница девочек находится под таким заклинанием, что если мальчик вступает на неё и делает несколько шагов вверх по направлению к спальням, раздаётся звук, напоминающий сирену, и лестница временно видоизменяется в подобие горки — все, кто находится на ней, скатываются вниз. Согласно «Истории Хогвартса», Основатели полагали, что девочки заслуживают большего доверия, чем мальчики, поэтому лестница мальчиков не заколдована и девочки могут входить к ним беспрепятственно.
Каждая спальня — это круглая комната с кроватями под балдахином, одна спальня — для мальчиков и одна — для девочек каждого курса, всего спален четырнадцать. Окна спален выходят на Хогвартские окрестности.

### Совятня, или Западная башня
Верхняя часть этой башни полностью отдана совам, тут обитают как школьные сипухи, так и питомцы учеников. В фильме и играх совятня находится на территории Хогвартса за стенами замка.
Внутри сильно сквозит, потому что в окнах нет стёкол. Пол устлан соломой вперемешку с совиным помётом и мышиными скелетами. На насестах, поднимающихся до самой вершины башни, сидит огромное множество сов всех мыслимых и немыслимых пород. Днём все они спят, хотя, если присмотреться, иногда откуда-нибудь да сверкнёт любопытный круглый янтарный глаз. В совятню ведёт каменная винтовая лестница.

### Туалет Плаксы Миртл
Туалет плаксы Миртл находится на втором этаже и почти не используется. В него редко кто заходит, так как там часто протекают трубы и в нём живёт очень назойливое и плаксивое привидение. Это призрак девочки, убитой василиском, когда Тайная комната была открыта в первый раз Томом Реддлом.
Вход в подземелье, ведущий к проходу в Тайную комнату, находится в этом туалете. Чтобы открыть ход, надо подойти к одной из раковин, на кране которой выгравирована змея, и сказать на змеином языке «Откройся».

### Кабинет директора
Кабинет директора Хогвартса расположен в одной из башен замка. Это место является временным пристанищем каждого директора или директрисы школы Хогвартс.
Аналогично общежитиям факультетов школы, вход в кабинет директора защищён паролем. На входе в башню посетителя ожидает огромная каменная горгулья, охраняющая проход к винтовой лестнице, ведущей непосредственно в кабинет директора. Именно этой «верной хранительнице» необходимо сообщить пароль, чтобы попасть на приём к главе школы. Во времена пребывания на посту директора Альбуса Дамблдора пароли были в виде названий сладостей, которые любил Дамблдор; так, во времена учёбы Поттера таковыми были: лимонный шербет, «тараканьи усы», «летучая шипучка», кислотные леденцы, шоколадные эклеры, а в седьмой книге пароль был «Дамблдор» — горгулья в тот год открывала кабинет только для тех, кто был верен Дамблдору.
Сам кабинет представляет собой просторную круглую комнату со множеством окон, по стенам которой развешены многочисленные портреты бывших директоров и директрис школы. Портрет с изображением предшественника нынешнего директора висит позади его рабочего стола. Этот портрет является самым большим в помещении. При смене очередного директора (директрисы), портрет его (её) предшественника уменьшается в размерах и переносится в другое место.
Во времена руководства Альбуса Дамблдора кабинет был заполнен разнообразными столиками с кручёными ножками, на которых умещались хрупкие серебряные приборы; одни постоянно трещали и звякали, другие пыхтели и выпускали струйки дыма. В то время здесь также нашли себе приют магические фолианты и рукописи, составившие личную библиотеку профессора Дамблдора, омут памяти и феникс по имени Фоукс. Естественно, каждый новый хозяин кабинета обустраивал его в соответствии со своим вкусом и потребностями.
Кабинет директора, по всей видимости, обладает «своим исключительным характером» (как, впрочем, и другие комнаты Хогвартса). Так, в пятой книге Долорес Амбридж не сумела попасть в этот кабинет, хотя на пост директора её назначил сам министр магии Корнелиус Фадж. Финеас Найджелус Блэк, один из предыдущих директоров Хогвартса, объяснил это тем, что «комната предназначена лишь для истинного директора».
Кроме того, кабинет директора — это место хранения Распределяющей шляпы и меча Гриффиндора, изначально принадлежавших Годрику Гриффиндору, одному из основателей школы.
Интересно, что в директорском кабинете есть своя небольшая библиотека. Так, в шестой книге, после смерти Дамблдора, Гермиона Грейнджер сумела взять из неё «Тайны наитемнейшего искусства», просто приманив книгу заклятием «Акцио». Книга очень пригодилась ребятам в поисках способа уничтожения крестражей.

### Кабинет и апартаменты Аргуса Филча
Кабинет Филча — мрачная и душная комната, освещённая керосиновой лампой, свисающей с низкого потолка. Вдоль двух стен в ней расположены шкафы с ящиками для документов, в которых хранятся записи о наложенных наказаниях. На ящиках наклеены по алфавиту фамилии провинившихся учеников. Для Фреда и Джорджа Уизли отведён отдельный ящик. На дальней стене кабинета висят начищенные до блеска цепи с кандалами. В отдельном ящике с надписью «Конфисковано, очень опасно» хранятся отобранные у учеников магические предметы. Фред и Джордж Уизли добыли оттуда Карту мародёров. Также в кабинете есть письменный стол и побитое молью кресло.

### Библиотека Хогвартса

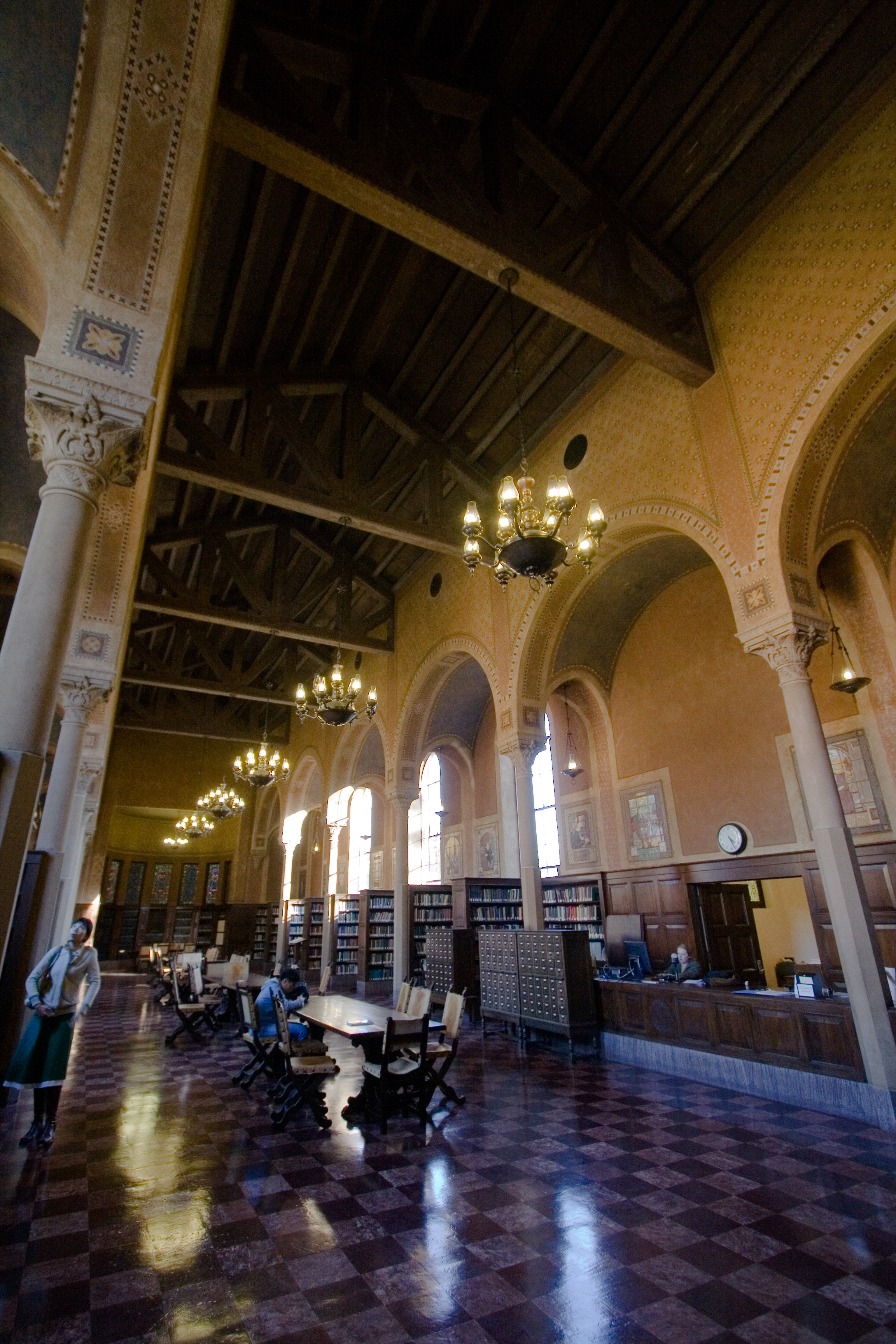
Библиотека Хогвартса

Библиотека Хогвартса практически не отличается от любой другой библиотеки, находящейся в стенах иных учебных заведений. Разве что книги там хранятся несколько другие. В библиотеке есть читальный зал, где ученики готовят домашние задания, выписывая нужные цитаты из различных фолиантов. Книги также можно взять почитать и с собой. Существуют книги, на выдачу которых необходимо разрешение учителя, а также особо опасные книги или книги, посвящённые разделам Тёмной магии, которые хранятся в запретной секции.
Библиотекарь Мадам Пинс следит за порядком в библиотеке и за состоянием вверенных ей книг, история многих из которых насчитывают несколько столетий.
Запретная секция библиотеки — несколько стеллажей с книгами, находящиеся за закрытой на замок решёткой в библиотеке Хогвартса. Допуск в запретную секцию получают старшекурсники, готовящие задания по защите от Тёмных искусств, а также ученики, получившие специальное разрешение от преподавателя. Некоторые книги этой секции заколдованы.

### Больничное крыло

Больничное крыло Хогвартса

Больничное крыло — так называются несколько комнат в Хогвартсе, где хозяйничает мадам Помфри. Одно помещение, довольно большое, выполняет роль лазарета. Здесь отлёживаются серьёзно заболевшие ученики. Вторая комната, видимо, много меньше, — спальня самой мадам Помфри, примыкающая к большой палате.

### Ванная старост
Ванная старост — особая ванная комната в Хогвартсе, которую могут посещать лишь старосты факультетов, старосты школы и приравненные к ним капитаны факультетских команд по квиддичу. Расположена ванная старост на пятом этаже, четвёртая дверь слева от статуи Бориса Бестолкового, пароль — «сосновая свежесть». Бассейн имеет огромное число кранов, наполняется из многоуровневого фонтана, каждый уровень которого выпускает определённый цвет воды. В комнате есть портрет русалки, которая дала подсказку Гарри Поттеру в 4-й книге.
В то же время достоверных сведений о ванной для обычных учеников нет.

### Трофейная комната, или Зал наград
Зал наград — это помещение в Хогвартсе, где собраны все награды его учеников: кубки по Квиддичу, почётные грамоты, щиты с гербами, таблички, статуэтки, отличительные значки и тому подобные вещи с указанием года, имени награждённого и названия награды. Очевидно, выставляемые награды не имеют срока давности (Рону Уизли попалась награда Тома Реддла «За особые заслуги перед школой», выданная за 50 лет до того). Чтобы попасть в трофейную комнату, нужно пройти через галерею доспехов.
Пивз любит безобразничать неподалёку отсюда, чем вызывает крайнее раздражение Филча. У учеников же Зал трофеев пользуется популярностью как место для проведения тайных магических дуэлей.

### Классная комната № 11
Классная комната № 11 — одна из немногих неиспользуемых классных комнат. Первое занятие со времени поступления в Хогвартс Гарри Поттера в ней прошло после того, как на должность профессора прорицания поступил кентавр Флоренц. Он занял этот класс, так как по лестницам ходить ему было неудобно, и класс был обустроен как лесная поляна, со звёздным небом вместо потолка.

## Локации Хогвартса. Окрестности школы

### Внутренний двор
Во внутреннем дворе находится сад, скамейки и волшебный фонтан. Он является старинной и загадочной достопримечательностью Хогвартса уже несколько столетий. В фильме «Гарри Поттер и Дары Смерти: часть 2» во внутреннем дворе проходила битва Волан-де-Морта и Гарри Поттера.

### Хижина Хагрида

Хижина Хагрида

Хижина Хагрида — это небольшой домик, расположенный на востоке территории Хогвартса, между замком и Запретным лесом. В нём проживает школьный лесничий Рубеус Хагрид. Вероятно, в нём раньше жил предшественник Хагрида — лесничий Огг. Хижина состоит из двух комнат: общей комнаты и кладовой. Места там достаточно, но она тесновата для полувеликана. Мало того, иногда Хагрид селит рядом с собой других существ. Как, например, гиппогрифа Клювокрыла или волкодава Клыка. В общей комнате стоит стол, стулья и кровать Хагрида, тут же — камин, где Рубеус готовит еду. В этом же камине он выхаживал яйцо дракона, в этой комнате он несколько недель растил вылупившегося из яйца Норберта.
Рядом с жилищем находится небольшой огород, где лесничий выращивает разнообразные овощи, в том числе тыквы к Хэллоуину. Он вплотную примыкает к Лесу. Домик хорошо виден с гриффиндорской и астрономической башен. В нём часто бывали Гарри Поттер, Рон Уизли и Гермиона Грейнджер.
Хижина Хагрида была сожжена в книге «Гарри Поттер и Принц-полукровка» Беллатрисой Лестрейндж после убийства Дамблдора, затем восстановлена.

### Запретный лес и его опушка

Драко Малфой и Гарри Поттер в Запретном лесу отбывают наказание

Запретный лес — громадный лес на территории школы магии и волшебства Хогвартс. «Запретным» он назван из-за того, что ученикам запрещено заходить туда без сопровождения взрослых волшебников. В Запретном лесу обитают различные волшебные существа, многие из которых весьма опасны.
Деревья в чаще этого леса растут так густо, что там темно даже в самый безоблачный солнечный день.
Запретный лес является родным домом для стада кентавров и для колонии гигантских пауков-акромантулов, в нём водятся единороги и фестралы, на деревьях живут лукотрусы и феи-светляки… Одно время в Запретном лесу жил великан Грохх, пока для него не нашли подходящую пещеру в горах, а Аргус Филч уверен, что там водятся оборотни, или даже «вещи пострашнее их».
На краю Запретного леса, за деревьями, находится открытая полянка. В хорошую погоду она залита солнечным светом. На опушке проводятся уроки по уходу за магическими существами.
Возможный прототип — реально существующий лес Пазлвуд.

### Поле для квиддича. Раздевалки. Трибуны
Поле для квиддича находится на западе от Замка. Оно представляет собой огромную площадь с ровным гладким газоном. Поле имеет овальную форму. По обеим сторонам стадиона стоят по три золотых шеста пятидесятифутовой высоты с кольцами на конце. Эти шесты напоминают палочки, через которые дети маглов выдувают мыльные пузыри. Скамьи на трибунах установлены высоко, так, чтобы зрители могли следить за ходом игры в воздухе.
На поле проводятся турниры по квиддичу между факультетами. Полученные очки конвертируются в баллы.
В четвёртой книге во время Турнира трёх волшебников на поле проводилось финальное испытание, ради которого на поле вырастили живой лабиринт.

### Теплицы
Теплицы травологии расположены неподалёку от Хогвартса. Они предназначены для выращивания растений, непосредственно для занятий самой травологией.

## Потайные места в Хогвартсе

### Тайная комната

Тайная комната

Служит обиталищем василиска. Впервые описывается в книге «Гарри Поттер и тайная комната». Создана Салазаром Слизерином перед тем, как он покинул Хогвартс. Изначально василиск предназначался, чтобы очистить школу от маглорождённых студентов. Находится глубоко под землёй. Вход из туалета, где обитает Плакса Миртл. Чтобы открыть ход, надо подойти к крану со змеёй и сказать на змеином языке «Откройся». В раковине открывается тоннель. Тоннель ведёт к стене, украшенной изображением двух змей с изумрудами вместо глаз. Змеиный язык открывает проход в очень длинный, тёмный коридор, украшенный монументальными статуями змей, включая два каменных столба с высеченными на них змеями, касающимися потолка. Между столбами — колоссальная статуя Салазара Слизерина (в фильме — только голова). Внутри статуи живёт василиск, выползающий изо рта статуи, когда его призывает хозяин. В прошлом Том Реддл открыл эту комнату и приказал василиску убить Плаксу Миртл. В конце второго курса Гарри Поттер мечом Годрика Гриффиндора вместе с фениксом Фоуксом убивает василиска и уничтожает дневник Тома Реддла, заключавший в себе частицу души лорда Волан-де-Морта (это явление называется крестражем). В последней книге Рон и Гермиона вновь открывают комнату и используют клык василиска, чтобы уничтожить один из крестражей — чашу Пенелопы Пуффендуй.

### Тайные ходы
Известно 9 тайных ходов из школы и обратно. Филч знает 4 из них, но куда они ведут, неизвестно. Остальные 5:
- Ход через Гремучую иву в Визжащую хижину.
- Ход за зеркалом на 4-м этаже. Ведёт в Хогсмид. В третьей книге Фред и Джордж Уизли сообщают Гарри, что он обвалился. В книге «Гарри Поттер и Орден Феникса» Сириус говорит, что он достаточно велик для собрания.
- Ход через статую Одноглазой ведьмы. Для открытия прохода надо постучать палочкой по статуе и сказать: «Диссендиум». Горб статуи открывает ход в подвал магазина «Сладкое королевство». Впервые упоминается в книге «Гарри Поттер и узник Азкабана», гл. 10.
- Магический ход между двумя Исчезательными шкафами, один в школе, другой — в лавке «Горбин и Бэркс» в Лютном переулке. Ход работал, пока Пивз не разгромил шкаф в Хогвартсе в книге «Гарри Поттер и Тайная комната», что впоследствии освободило Гарри от наказания. В книге «Гарри Поттер и Принц-полукровка» Драко Малфой (Горбин рассказывает, как починить шкаф, который находится в Хогвартсе; второй шкаф находится в лавке «Горбин и Бэрк») чинит шкафы. Ход не показан на Карте Мародёров, так как, во-первых, не был известен её создателям, а во-вторых, строго говоря, не имеет отношения к планировке замка, а является особенностью магических шкафов, которые могут в Хогвартсе и не находиться.
- Ход из Выручай-комнаты. Открыт в книге «Гарри Поттер и Дары Смерти» и ведёт в трактир «Кабанья голова». Не указан на Карте Мародёров, поскольку на момент создания Карты не существовал. Впрочем, в соответствии с природой Выручай-комнаты, оттуда можно открыть несколько ходов в разные места.

### Выручай-комната
«Выручай-Комната» (англ. Room of Requirement) — комната в школе чародейства и волшебства «Хогвартс» из цикла романов Дж К. Роулинг о Гарри Поттере.
Другое название — Комната Так-и-Сяк.
Комната расположена на восьмом этаже напротив портрета Варнавы Вздрюченного, избиваемого троллями, которых он пытался обучить балету.
Войти в эту комнату можно, только если в этом есть насущная необходимость. Иногда она на месте, иногда нет, но когда она появляется, то бывает оборудована для нуждающегося. Чтобы попасть в Выручай-комнату, нужно пройти мимо стены три раза, сосредоточившись на своём желании — тогда в стене появится дверь. Судя по всему при создании комнаты использовалось заклятие невидимого расширения, чем и объясняется возможность воспроизведения колоссальных по размерам помещений.
При этом для каждого человека комната появляется разной и такой, как он её себе представляет. В седьмой книге сказано, что Невилл Долгопупс понимает комнату.
Также известно, что комната не может преобразиться, пока в ней находится хотя бы один человек.
На Карте Мародёров комната никак не обозначена, возможно по той причине, что создатели карты даже не имели понятия о её существовании.

#### Гарри Поттер и Кубок огня
Альбус Дамблдор на Святочном Балу рассказывает, что, отправившись в туалет, очутился в совершенно незнакомой комнате с превосходной коллекцией ночных горшков. Можно догадаться, что речь идёт о Выручай-комнате.

#### Гарри Поттер и Орден Феникса
Отряд Дамблдора проводил в комнате встречи и тренировки по защите от сил зла. О существовании комнаты и том, как в неё попасть, Гарри Поттер узнал от домового эльфа Добби.
Вот такое описание комнаты было на занятиях ОД:
«Просторная комната, освещённая светом факелов вроде тех, что горели в подземелье восемью этажами ниже. Вдоль стен тянулись книжные полки, на полу лежали большие шёлковые подушки — вместо стульев. На стеллаже в дальнем конце стояли приборы — вредноскопы, стервовизоры, детекторы лжи и большой треснутый Проявитель врагов».
Сам Добби использовал Выручай-комнату, чтобы помочь Винки справиться с похмельем. Он также упоминает, что Аргус Филч нашёл там чистящие средства, когда у него кончился запас.
Для Фреда и Джорджа Уизли, которым нужно было спрятаться от Филча, комната превратилась в чулан для мётел.

#### Гарри Поттер и Принц-полукровка
Гарри Поттер спрятал в Выручай-комнате свой учебник по зельеварению. При этом он обнаружил в комнате огромные залежи предметов, когда-то спрятанных обитателями Хогвартса.
Драко Малфой использовал комнату, чтобы починить исчезательный шкаф и впоследствии привести в действие свой коварный план: привести в Хогвартс Пожирателей смерти и убить Альбуса Дамблдора. На это время он пропадал с карты Мародёров.
Сивилла Трелони прятала в Выручай-комнате пустые бутылки из-под хереса.

#### Гарри Поттер и Дары Смерти
В седьмой книге Выручай-комната стала убежищем для учеников, вступивших в конфликт с профессором Снеггом. Большинство из них составили члены ОД.
В Выручай-комнате был спрятан один из крестражей Волан-де-Морта — диадема Кандиды Когтевран. Гарри Поттер нашёл её и собирался уничтожить, но появление Драко Малфоя вместе с Крэббом и Гойлом внесло некоторые коррективы в планы Гарри. Крэбб вызвал заклинание «адского пламени», которое способно уничтожать крестражи. Оно сожгло всё вокруг. При этом Крэбб погиб. Диадема также сгорела.

## Битва за Хогвартс
Битва за Хогвартс — финальная битва Второй магической войны, в которой сошлись все силы, сражавшиеся на стороне Волан-де-Морта, и силы, сражавшиеся против него.

### События, предшествовавшие Битве
Битва начинается со стихийного бунта, вызванного прибытием в Хогвартс Гарри Поттера, Гермионы Грейнджер и Рона Уизли. Гарри узнаёт, что Отряд Дамблдора продолжает действовать. Его нынешний лидер — Невилл Долгопупс. Отряд оказывает сопротивление дирекции школы, которая состоит из трёх Пожирателей Смерти: Северуса Снегга в качестве директора и двух преподавателей — Алекто и Амикуса Кэрроу.
Наткнувшись на засаду в гостиной Когтеврана, Гарри и Полумна Лавгуд сперва нейтрализуют Алекто Кэрроу, однако та успевает прикоснуться к Чёрной метке, вызвав тем самым в Хогвартс остальных Пожирателей. С этой минуты события развиваются стремительно. Тлеющее до сих пор недовольство среди учеников и преподавателей перерастает в открытый бунт. Минерва Макгонагалл обездвиживает Амикуса Кэрроу, а затем сражается на дуэли с подоспевшим Северусом Снеггом, вынудив его отступить и покинуть школу. Затем начинается эвакуация несовершеннолетних учеников, а в школу прибывают члены Ордена Феникса, семейство Уизли в полном составе, в том числе и Перси Уизли, имевший в то время натянутые отношения с остальными членами семьи. Профессора окружают школу всевозможными заклятиями, готовясь задержать Волан-де-Морта, пока Гарри Поттер не завершит свою миссию.

### Начало и ход битвы

#### Расстановка сил и первый ультиматум
Общими действиями со стороны защитников Хогвартса руководит Кингсли Бруствер. Он ставит на три самые высокие башни замка — Астрономическую, Когтеврана и Гриффиндора по отряду из старшеклассников во главе с профессорами Стебль, Флитвиком и МакГонагалл соответственно. Сам Бруствер вместе с Римусом Люпином и Артуром Уизли, остальными преподавателями и старшеклассниками защищают периметр школы.
Со стороны Волан-де-Морта к замку подтягиваются Пожиратели смерти, великаны, пауки-акромантулы и дементоры. Они окружают замок по периметру.
За полчаса до полуночи 2 мая 1998 года Волан-де-Морт ставит защитникам Хогвартса ультиматум: выдать Гарри Поттера. С истечением срока ультиматума, ровно в полночь начинаются боевые действия.

#### Первая фаза сражения
Первый отпор нападавшим дают семикурсники Хогвартса во главе со своими преподавателями, их друзья и родственники, а также, по мере сил, замковые статуи, ожившие с помощью заклятий парты и даже полтергейст Пивз. Волан-де-Морт не участвует в сражениях, ему нужен только Гарри Поттер, без Поттера битва для Тёмного Лорда теряет смысл.
В Битве почти выигрывают Пожиратели Смерти, многие защитники замка тяжело ранены или убиты. Убиты Фред Уизли, Римус Люпин, Нимфадора Тонкс и Колин Криви; Рубеус Хагрид взят в плен пауками. Во многих местах Пожиратели прорвали периметр, снесли ограждающие заклинания, но Волан-де-Морт неожиданно приостанавливает Битву и даёт час Гарри Поттеру для сдачи, обещая в этом случае пощаду защитникам Хогвартса.

#### Второй ультиматум и часовое перемирие
Гарри Поттер проникает в сознание Волан-де-Морта, чтобы узнать, где находится последний неуничтоженный Крестраж — Нагайна. Оказывается, Тёмный Лорд находится в Визжащей хижине. Гарри пробирается в Хижину, чтобы попытаться убить змею.
Тем временем Волан-де-Морт напускает Нагайну на Северуса Снегга, полагая, что смерть Снегга сделает его хозяином Бузинной палочки, и оставляет его умирать. Снегг успевает передать Гарри свои воспоминания. Просмотрев их, Поттер узнаёт, что он является ещё одним, седьмым крестражем, и его смерть необходима, если он хочет победы над Волан-де-Мортом. Он решает добровольно дать себя убить Волан-де-Морту, надеясь, что кто-нибудь другой убьёт змею Нагайну и затем Тёмного Лорда, когда тот станет обычным смертным.
Уходя в Запретный Лес, где находится «штаб-квартира» Волан-де-Морта, он встречает Невилла Долгопупса и просит, если тому предоставится такая возможность, убить Нагайну. Кроме Гарри, Нагайна была последним оставшимся крестражем, но Гарри не говорит об этом Невиллу.
Он добровольно идёт в Лес к Тёмному Лорду и вызывает дух отца, матери, Сириуса Блэка и Римуса Люпина с помощью Воскрешающего Камня, оказавшегося в снитче, оставленном Гарри Дамблдором. Тёмный Лорд убивает Гарри заклятием «Авада Кедавра». После гибели Гарри попадает в некое место, похожее на вокзал Кингс-Кросс, находящееся между жизнью и смертью, где встречает дух Дамблдора, который объясняет, что уродливое, скулящее существо, похожее на младенца, под скамьёй — кусок души Волан-де-Морта, от которого душа Гарри теперь освободилась. И если Гарри хочет, он может вернуться в мир живых, поскольку теперь Гарри принадлежат все Дары смерти.
Тем временем, Волан-де-Морт считает, что Поттер мёртв, пророчество выполнено, и теперь никто не может ему угрожать. Он убирает магическую защитную клетку Нагайны, неся змею просто на плечах, велит пленному Хагриду нести тело Поттера впереди себя и выдвигается во главе своих Пожирателей смерти на Хогвартс. Гарри притворяется мёртвым, хотя его очень огорчает невозможность успокоить Хагрида.
Придя к замку, Волан-де-Морт демонстрирует его защитникам тело Поттера, полагая, что теперь сопротивление сломлено. Невилл Долгопупс пытается атаковать Тёмного Лорда, но Волан-де-Морт надевает на юношу Распределяющую шляпу и поджигает её, объявляя, что Слизерин отныне остаётся единственным факультетом. Немного погодя Долгопупс отрубает голову Нагайне: таким образом, последний крестраж уничтожен.

#### Вторая фаза сражения
Вторая фаза сражения вспыхивает, когда в тыл Пожирателям смерти внезапно ударяют выдерживавшие до этого нейтралитет кентавры. Появляется великан Грохх, вместе с ним на войско Волан-де-Морта нападают фестралы во главе с гиппогрифом Клювокрылом. Воспользовавшись суматохой, Гарри скрывается под мантией-невидимкой и прорывается в Большой Зал.
Теснимые кентаврами и фестралами, Пожиратели вынуждены укрыться в стенах школы. Они оказываются между двух огней. Спереди их атакуют защитники школы, сзади напирают кентавры.
Тем временем к защитникам прибывают свежие силы: Слизнорт и Чарли Уизли во главе домовладельцев Хогсмида, родителей и друзей учеников Хогвартса. В замке в сражение вступают домовые эльфы Хогвартса, возглавляемые Кикимером.

### Рассвет
Постепенно Пожирателей смерти одолевают, сражение переходит в Большой зал Хогвартса, где остаются только Волан-де-Морт, сражающийся с Макгонагалл, Слизнортом и Кингсли, и Беллатриса Лестрейндж, бьющаяся с Джинни Уизли, Полумной Лавгуд и Гермионой Грейнджер.
Гарри под мантией-невидимкой не знает, какой из групп сражающихся оказать поддержку в первую очередь.
Беллатриса посылает смертоносное заклятие в Джинни, от которого та еле уворачивается. И тут появляется миссис Уизли. С криком «Не тронь мою дочь, мерзавка!», Молли вступает с Беллой в смертельную схватку, не позволяя никому вмешаться в их поединок и побеждает Беллатрису. Из-за смерти своей соратницы Волан-де-Морт впадает в ярость, отбрасывает своих соперников и хочет поразить миссис Уизли, но тут Гарри опускает между ними щитовые чары и сбрасывает Мантию-невидимку.

#### Финальный поединок
В самом начале Гарри просит всех не вмешиваться. До схватки он разъясняет Тёмному Лорду самые главные его ошибки: это и игравший на стороне Дамблдора Северус Снегг, и самопожертвование Лили Поттер, и запланированная Дамблдором собственная смерть (а не убийство, как того хотел Волан-де-Морт), и готовность самого Гарри отдать свою жизнь в обмен на защиту других людей… Гарри также рассказывает, что Снегг был влюблён в его мать, но Волан-де-Морт не верит в это: «Он хотел её, вот и всё!» Тёмный Лорд произносит своё любимое заклинание Авада Кедавра, а Гарри Поттер — Экспеллиармус. Их заклятия сталкиваются, но Бузинная палочка Волан-де-Морта повинуется не ему, а её истинному владельцу — Гарри Поттеру. Волан-де-Морт погибает, а Гарри Поттер побеждает.
Гарри не собирается хранить Бузинную палочку — с её помощью Гарри лишь чинит свою сломанную палочку из остролиста. В книге Гарри кладет Бузинную палочку Дамблдору в могилу, надеясь, что если он умрёт не насильственной смертью, то он станет последним хозяином палочки. В фильме же Гарри ломает и выбрасывает палочку.

## Влияние на реальный мир
В честь школы был назван вид динозавров Dracorex hogwartsia. Пришедшие в Детский музей Индианаполиса на экскурсию школьники заметили сходство ископаемого с драконами и вспомнили сказочную школу магии Хогвартс из произведений Джоан Роулинг. Для писательницы это было приятной неожиданностью.
- Eriovixia gryffindori

## Мнение психологов
Книги о Гарри Поттере привлекли внимание психологов. Так, Клаудиа Хохбрунн и Андреа Боттлингер отмечают, что директор школы Альбус Дамблдор

…не делает ничего, чтобы хотя бы отчасти обеспечить безопасность своей школы (один из школьных туалетов ведет в секретную комнату, где живёт василиск, а «остаться после уроков» означает отправиться в темный лес, полный смертельно опасных тварей; кроме того, половина учителей, мягко говоря, психически нестабильна, а учебный материал иногда бывает очень опасным).— 

## Комментарии
1. ↑  В разных переводах — Шко́ла/Акаде́мия Чароде́йства и Волшебства́ «Хо́гвартс».